# Banzan Kumazawa

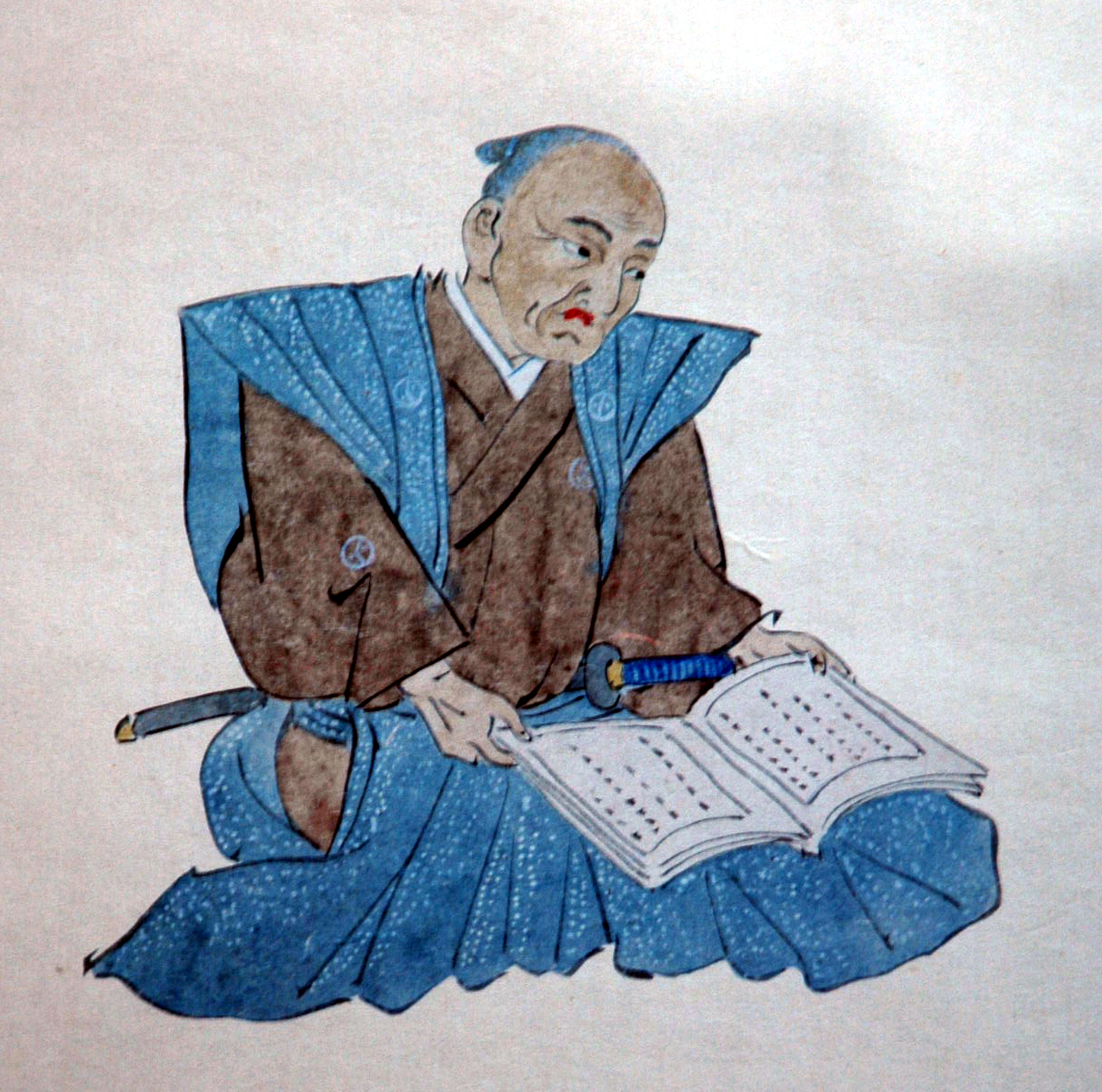
Banzan Kumazawa

Banzan Kumazawa (jap. 熊沢蕃山 Kumazawa Banzan; ur. 1619, zm. 1691) – japoński uczony konfucjański okresu Edo.

## Życiorys
Był synem rōnina, uczestnika buntu na półwyspie Shimabara. W 1634 roku wstąpił na służbę u daimyō Mitsumasy Ikedy, szybko jednak z niej zrezygnował i osiedlił się w Kiriharze w prowincji Ōmi, gdzie zdobywał wykształcenie. Pod wpływem swego nauczyciela Tōju Nakae zwrócił się ku neokonfucjanistycznej szkole Wang Yangminga, krytykując czerpiącą z Zhu Xi ortodoksyjną szkołę Razana Hayashiego.
W 1645 roku wrócił na służbę do Ikedy, zostając jego zarządcą. Rozwinął działalność jako uznany filozof, w 1651 roku podczas wizyty w Edo wygłaszając wykład dla sioguna. Jednocześnie sprawdził się jako administrator, w nadzorowanych przez siebie dobrach przeprowadzając liczne reformy. Głosząc pogląd, że nowe czasy wymagają nowych rozwiązań, wspierał rozwój leśnictwa i robót nadbrzeżnych, a także prowadził szkolenia urzędnicze dla rōninów.
Nowatorskie reformy Kumazawy spowodowały sprzeciw konserwatywnej arystokracji i w końcu został w 1658 roku przepędzony z dóbr Ikedy. Udał się do Kioto, gdzie wygłaszał cieszące się dużym zainteresowaniem wykłady. Również z tego miasta został wygnany po tym, jak władze lokalne uznały, iż jego sprzeczne z oficjalną ideologią Razana Hayashiego teorie stanowią naruszenie ładu społecznego. Przez pewien czas ukrywał się w górach, po czym znalazł azyl w hanie Akashi u boku Nobuyuki Matsudairy, brata sioguna. Nadal prowadził działalność naukową, nie powstrzymując się od głoszenia krytyki władz. Ostatecznie został w 1687 roku aresztowany i zmarł w więzieniu w hanie Koga w prowincji Shimōsa.